# Línea E3a (EuskoTren Trena)
La Línea E3a o Línea-Lanzadera E3a de Euskotren Trena, antes denominada Línea L de EuskoTren, es un apéndice de la línea de cercanías E3 (Echévarri–Bilbao–Lezama, también conocida como línea del Valle de Asúa) del mismo operador, que sirve a modo de lanzadera entre dicha línea y la línea de metro L1 de Metro Bilbao, que se unen en la estación intermodal de Luchana de la red de metro de Bilbao.
Su tarifa corresponde a la zona 2 del Consorcio de Transportes de Bizkaia.

## Historia reciente
Con la ampliación del Aeropuerto de Bilbao del año 1997 Euskotren dejó de prestar servicio de viajeros en el trazado entre Sondica y Luchana; desde entonces, y hasta que el tramo fue reabierto, sólo fue utilizada la línea para trenes sin servicio desde y hacia las cocheras y talleres de Euskotren en el barrio de Luchana (Erandio).
Sin embargo, a consecuencia de los trabajos de construcción de la línea 3 del metro de Bilbao, y en concreto en su última fase de ejecución, correspondiente a la nueva estación de Casco Viejo en Bilbao y la construcción de un nuevo túnel de vía doble a través del monte Archanda para reforzar la conexión ferroviaria entre Bilbao y el Valle de Asúa (Txorierri, en euskera), fue necesario interrumpir el servicio de cercanías entre Sondica y Bilbao, quedando asimismo sin servicio la estación de Ola (también en Sondica).
La compañía comunicó que, junto con el establecimiento temporal de un servicio de autobuses alternativo Sondica-La Ola-Bilbao, volvería a poner en marcha el recorrido Sondica-Luchana, dentro de la línea del Valle de Asúa (E3), constituyendo de manera provisional el extremo occidental de dicha línea, en sustitución del tramo Bilbao-Sondica. El trazado pertenecía originalmente al ferrocarril de Luchana a Munguía, del cual es el único tramo que pervive en la actualidad, habiendo sido el resto desmantelado en 1975. De los tres apeaderos industriales originales entre Luchana y Sondica (Arriagas, Asúa y Sangróniz), se consideró factible revivir el último de ellos, al preverse una potencial demanda de pasajeros.
Con el cambio, el sector este de la estación ferroviaria de Luchana, gestionado por Euskotren, volvió a estar operativo para facilitar la intermodalidad entre las líneas E3 y L1, estableciendo así enlace directo a la red de metro como acceso alternativo a Bilbao y otros lugares servidos por Metro Bilbao. 
Tras la finalización de las obras del ferrocarril metropolitano en 2017 y la reapertura de la estación de Casco Viejo, la línea E3 de Euskotren recuperó su conexión con Bilbao. Sin embargo, la inauguración de la Línea 3 del metro supuso un desafío para la viabilidad de la E3a, ya que gran parte del tráfico de pasajeros se redirigió hacia la nueva infraestructura. Ante esta situación, Euskotren inició un análisis de seis meses para evaluar la rentabilidad de la línea y determinar si mantener la conexión entre Sondica y la estación de Luchana.
Durante el proceso, se anunció que en un plazo de dos meses se emitiría un primer informe, y si los resultados de la demanda de viajeros eran negativos, el servicio se daría por concluido antes de los seis meses previstos. Cabe recordar que la línea E3a ya había sido cancelada en dos ocasiones previas: en 1997, debido al bajo volumen de pasajeros, y en 1975, cuando su mal estado y la ampliación del Aeropuerto de Bilbao llevó a su cierre. 
Tras el fin de periodo, y tras la intervención de los ayuntamientos afectados y del Comité de Empresa de Euskotren, la linea continuó funcionando únicamente de lunes a viernes con su horario habitual bajo la denominación de Línea L (L de lanzadera). En paralelo, se planteó también la posible clausura del apeadero de Sangróniz, que sería evaluada dentro del mismo periodo de seis meses.
En 2022, y tras diversos ajustes en su servicio, la línea adoptó la denominación "Línea E3a", siendo la "a" de "anezka" (que significa "lanzadera" en euskera), reflejando así su función de servicio de enlace entre puntos específicos.

## Estaciones
| Estación | Estación | Estación | Estación  | Zona CTB | Municipio | Conexión |
| -------- | -------- | -------- | --------- | -------- | --------- | -------- |
|          | ■        |          | Luchana   | Zona 2   | Erandio   |          |
|          | ■        |          | Sangróniz | Zona 2   | Sondica   |          |
|          | ■        |          | Sondica   | Zona 2   | Sondica   |          |